# Smittia gusukuensis
Smittia gusukuensis är en tvåvingeart som beskrevs av Sasa och Hasegawa 1988. Smittia gusukuensis ingår i släktet Smittia och familjen fjädermyggor. Inga underarter finns listade i Catalogue of Life.